# Chortodes fluxa
Chortodes fluxa là một loài bướm đêm thuộc họ Noctuidae. Nó được tìm thấy ở châu Âu, Xibia, Mông Cổ, miền bắc Trung Quốc, miền bắc Thổ Nhĩ Kỳ và Kavkaz.
Sải cánh dài 26–30 mm. Con trưởng thành bay từ tháng 7 đến tháng 8 tùy theo địa điểm.
Ấu trùng ăn Calamagrostis epigejos.

## Hình ảnh

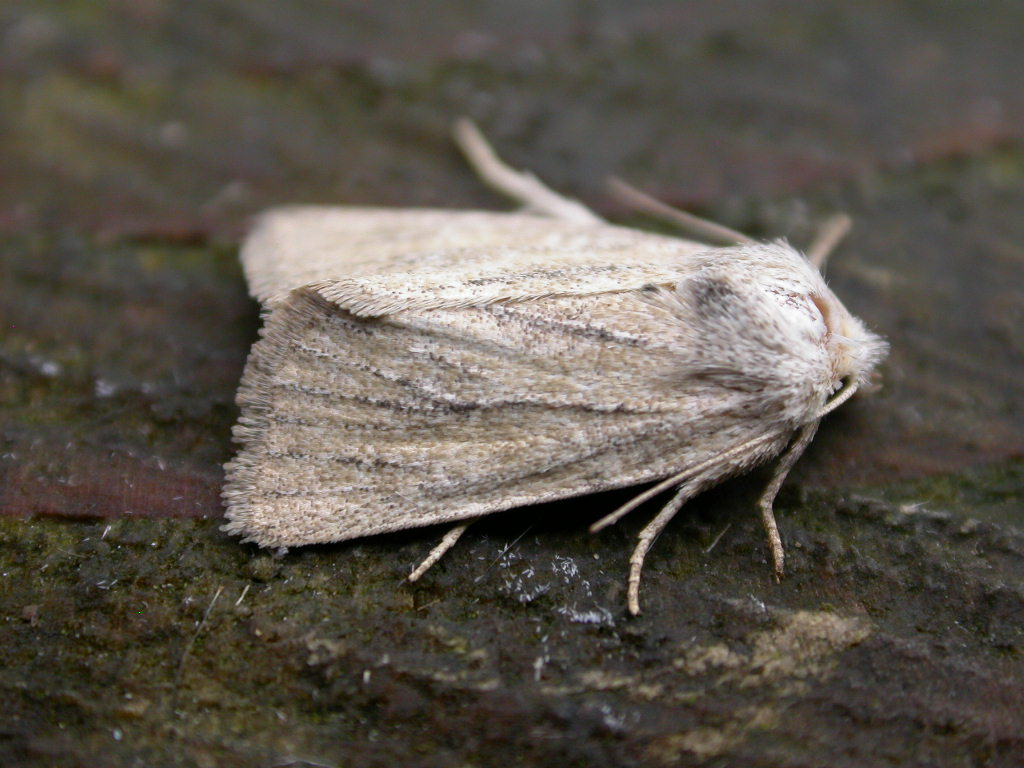
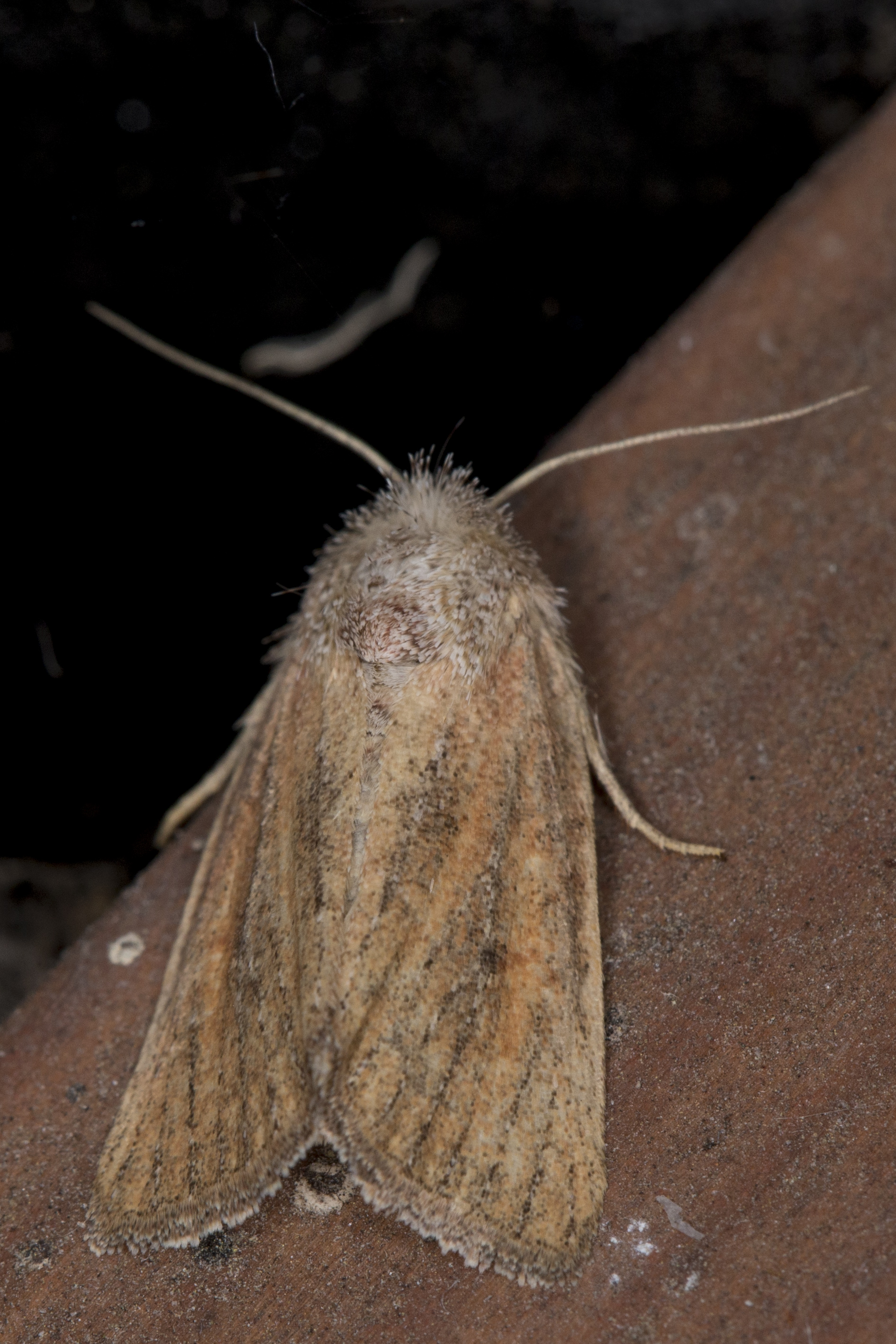